# Aesculus × neglecta
Az Aesculus × neglecta a szappanfafélék (Sapindaceae) családjába és a vadgesztenye (Aesculus) nemzetségbe tartozó sárga vadgesztenye (Aesculus flava) és Aesculus sylvatica fajok hibridje (A. flava × A. sylvatica).
A természetben a szülőfajok elterjedési területeinek határán, az USA délkeleti részén, főleg a partvidéken fordul elő. Díszfaként ültetik, ismert fajtája az 'Erythroblastos'.

## Leírása
Terebélyes, oszlopos, 15 méter magas lombhullató fafaj. A kéreg szürkésbarna, széles repedésekkel. A levelei tenyeresek, rendszerint öt, elliptikus, 20 cm hosszú, 9 cm széles, finoman fogazott, nyeles levélkékből összetettek. Felszínük csak az erek mentén szőrös, fonákjuk pelyhes. A levelek a virágzási időben világos-zöldek és sárgák.
A virágai fehéresek, de a szirmok rózsásak is lehetnek, 2,5 cm hosszúak. Felálló, kúpos bugáik tavasz végén, nyár elején nyílnak. A termése kerek, sima, 4 cm-es tok.